# Lepianá
Lepianá är en ort i Grekland.   Den ligger i prefekturen Nomós Ártas och regionen Epirus, i den centrala delen av landet, 280 km nordväst om huvudstaden Aten. Lepianá ligger 693 meter över havet och antalet invånare är 162.
Terrängen runt Lepianá är bergig åt nordväst, men åt sydost är den kuperad.Runt Lepianá är det glesbefolkat, med 13 invånare per kvadratkilometer. Närmaste större samhälle är Ágios Dimítrios, 1,9 km söder om Lepianá. I omgivningarna runt Lepianá växer i huvudsak blandskog.